# Хамід Ясин Сулейманович
Яси́н Сулейма́нович Хамі́д (нар. 10 січня 1993, Харків) — український футболіст єгипетського походження, нападник. Виступав також за юнацькі збірні України різних вікових категорій.

## Клубна кар'єра
Ясин Хамід народився 10 січня 1993 року у місті Харків.
Займатися футболом він почав у 2005 році у Харківському державному вищому училищі фізичної культури № 1, а з 2009 року — у складі донецького «Металурга». Грав за дублюючий склад донеччан, проте за основну команду у чемпіонаті України не дебютував. Натомість зіграв два матчі за основну команду у розіграші Кубка України 2009/10, дебютувавши 15 серпня 2009 року у грі 1/16 фіналу проти охтирського «Нафтовика» (1:1, п.п. 2:4). Хамід замінив на 61-й хвилині матчу Сергія Шищенка. У матчі 1/8 фіналу проти львівських «Карпат» (2:1) також вийшов на поле, на 77-й хвилині матчу замінивши Чіпріана Тенасе.
У 2014 році перейшов на правах оренди до «Сталі» (Алчевськ). Першим професійним поєдинком у чемпіонаті став матч Першої ліги у складі алчевської «Сталі» проти кіровоградської «Зірки». За алчевців зіграв 17 матчів.
У 2015 році підписав дворічний контракт з азербайджанським «АЗАЛом». За основну команду не дебютував.
У 2016 році перейшов до «Рявана». Дебютував за команду 31 січня 2016 року у матчі 19-го туру Прем'єр-Ліги Азербайджану 2015/16 проти клубу «Хазар-Ленкорань» (0:0), вийшовши на поле у стартовому складі. За  «Ряван» зіграв 15 матчів та відзначився чотирма голами.
Наприкінці червня 2016 року став гравцем азербайджанського клубу «Зіра» з однойменного міста. Гравець взяв собі 99 номер на футболці.
Дебютував за команду 6 серпня 2016 року у матчі першого туру Прем'єр-Ліги Азербайджану 2016/17 проти «Сумгаїта» (0:1), вийшовши на заміну на 87-й хвилині замість Турала Джалілова. У наступному турі знову з'явився на полі, вийшовши на 85-й хвилині матчу проти «Нефтчі» (0:1) замість Нурлана Новрузова. У третьому турі вийшов на 90-й хвилині матчу проти «Шювалана» (3:1), замінивши Герхарда Прогни. Після цього гравець ще двічі потрапляв у заявку на матчі проти «Карабаха» та «Кешлі», проте більше на полі не з'являвся.

1 січня 2017 року з ним було розірвано контракт.

## Статистика виступів

### Статистика клубних виступів
| Клуб                 | Сезон              | Чемпіонат | Чемпіонат | Кубок    | Кубок | Кубок | Інші змагання | Інші змагання | Інші змагання | Загалом | Загалом |
| Клуб                 | Сезон              | Ігор      | Голів     | Змагання | Ігор  | Голів | Змагання      | Ігор          | Голів         | Ігор    | Голів   |
| -------------------- | ------------------ | --------- | --------- | -------- | ----- | ----- | ------------- | ------------- | ------------- | ------- | ------- |
| «Харків»             | 2008—09            | 0         | 0         |          | 0     | 0     | ПД            | 11            | 0             | 11      | 0       |
| «Харків»             | Загалом            | 0         | 0         |          | 0     | 0     |               | 11            | 0             | 11      | 0       |
| «Металург» (Донецьк) | 2009—10            | 0         | 0         | КУ       | 2     | 0     | ПД            | 15            | 2             | 17      | 2       |
| «Металург» (Донецьк) | 2010—11            | 0         | 0         |          | 0     | 0     | ПД            | 20            | 1             | 20      | 1       |
| «Металург» (Донецьк) | 2011—12            | 0         | 0         |          | 0     | 0     | МП            | 14            | 1             | 14      | 1       |
| «Металург» (Донецьк) | 2012—13            | 0         | 0         |          | 0     | 0     | ПД+ПУ         | 21+7          | 6+3           | 28      | 9       |
| «Металург» (Донецьк) | 2013—14            | 0         | 0         |          | 0     | 0     | ПД            | 24            | 10            | 24      | 10      |
| «Металург» (Донецьк) | Загалом            | 0         | 0         |          | 2     | 0     |               | 111           | 23            | 113     | 23      |
| «Сталь» (Алчевськ)   | 2014—15            | 3         | 0         |          | 0     | 0     |               | 0             | 0             | 3       | 0       |
| «Сталь» (Алчевськ)   | Загалом            | 3         | 0         |          | 0     | 0     |               | 0             | 0             | 3       | 0       |
| Загалом за кар'єру   | Загалом за кар'єру | 3         | 0         |          | 2     | 0     |               | 124           | 23            | 129     | 23      |

### Статистика виступів за збірну

#### Юнацька збірна України з футболу (U-16)
class="wikitable" style="font-size: 95 %"
| №  | Дата              | Суперник  | Рахунок | Голи |
| 1  | 8 листопада 2008  | Молдова   | 6:1     | 2    |
| 2  | 10 листопада 2008 | Молдова   | 1:2     | —    |
| 3  | 26 січня 2009     | Франція   | 0:2     | —    |
| 4  | 26 січня 2009     | Бельгія   | 1:2     | —    |
| 5  | 29 січня 2009     | Чехія     | 4:0     | —    |
| 6  | 31 січня 2009     | Туреччина | 2:2     | —    |
| 7  | 22 травня 2009    | Литва     | 2:1     | —    |
| 8  | 23 травня 2009    | Італія    | 1:1     | 1    |
| 9  | 25 травня 2009    | Сербія    | 2:2     | —    |
| 10 | 26 травня 2009    | Польща    | 1:1     | —    |

#### Юнацька збірна України з футболу (U-17)
class="wikitable" style="font-size: 95 %"
| № | Дата              | Суперник    | Рахунок | Голи |
| 1 | 1 вересня 2009    | Данія       | 2:2     | —    |
| 2 | 2 вересня 2009    | Болгарія    | 1:1     | —    |
| 3 | 4 вересня 2009    | Росія       | 2:2     | —    |
| 4 | 17 листопада 2009 | Естонія     | 0:0     | —    |
| 5 | 19 листопада 2009 | Словенія    | 1:0     | 1    |
| 6 | 22 листопада 2009 | Франція     | 1:1     | —    |
| 7 | 5 березня 2010    | Азербайджан | 3:1     | —    |
| 8 | 27 березня 2010   | Чехія       | 1:2     | 1    |
| 9 | 30 березня 2010   | Грузія      | 2:2     | 1    |

#### Юнацька збірна України з футболу (U-18)
class="wikitable" style="font-size: 95 %"
| № | Дата           | Суперник  | Рахунок | Голи |
| 1 | 26 квітня 2010 | Чехія     | 0:1     | —    |
| 2 | 27 квітня 2010 | Італія    | 0:1     | —    |
| 3 | 29 квітня 2010 | Данія     | 0:2     | —    |
| 4 | 30 квітня 2010 | Росія     | 1:2     | —    |
| 5 | 8 жовтня 2010  | Німеччина | 1:2     | —    |

## Досягнення
- Срібний призер Першої ліги України (1): 2014/15